# Hrabstwo Tulsa
Tulsa – hrabstwo w stanie Oklahoma w USA. Populacja liczy 603 403 mieszkańców (stan według spisu z 2011 roku).

## Miasta
- Bixby
- Broken Arrow
- Collinsville
- Glenpool
- Jenks
- Lotsee
- Sperry
- Tulsa

## CDP
- Oakhurst
- Turley